# Егор, Пётр
Пётр Анджей Егор (пол. Piotr Andrzej Jegor; 13 июня 1968, Зброславице, Катовицкое воеводство — 17 марта 2020, Кнурув, Силезское воеводство) — польский футболист, игравший на позиции центрального защитника. Выступал за сборную Польши. В высшей лиге чемпионата Польши провёл около 300 матчей.

## Карьера
Начинал играть в футбол в городе Кнурув, в местном «Гурнике». На взрослом уровне выступал за команду во Второй лиге, в сезонах 1986/87 и 1987/88 команда уступала в стыковых матчах за выход в высший дивизион, причём, по мнению Егора, в 1988 году команда сдала противостояние «Висле» (1:0, 2:4), ведя по ходу ответного матча в Кракове со счётом 2:0.
Затем перешёл в состав чемпиона страны — «Гурника» Забже, где сразу стал основным игроком. За семь с половиной сезонов провёл за команду более 200 матчей. Уже в первом сезоне, 10 ноября 1988 года, отметился забитым мячом на «Сантьяго Бернабеу» в ответном матче 1/8 финала Кубка европейских чемпионов (2:3), после чего им интересовались «Реал» и «Гамбург». Весной 1995 года играл на правах аренды за израильский «Хапоэль» Хайфа, после чего в «Гурнике» защищал интересы игроков в конфликте с руководством клуба по поводу невыплаты зарплат.
После непродолжительного выступления за аутсайдера высшей лиги «Сталь» Мелец перешёл в «Одру» Водзислав-Слёнски, где провёл пять лет (команда в первый же для себя сезон на высшем уровне взяла бронзовые медали чемпионата). В мае 2002 года был включён в число лучших 11 игроков клуба за всю историю.
В сезоне-2000/01 почти не играл, залечивая травму, и в августе 2001 года контракт с «Одрой» не был продлён, после чего Егор выступал (в том числе в качестве играющего тренера) в любительских и полулюбительских командах.
Вызывался в сборную Польши, за которую сыграл 20 матчей, забил 1 мяч.

### Достижения
Чемпионат Польши
- 2-е место: 1990/91
- 3-е место: 1988/89, 1993/94, 1996/97

Кубок Польши
- Финалист: 1991/92

Кубок Израиля
- Финалист: 1994/95

### Матчи за сборную Польши
| Матчи Егора за сборную Польши | Матчи Егора за сборную Польши   | Матчи Егора за сборную Польши | Матчи Егора за сборную Польши | Матчи Егора за сборную Польши | Матчи Егора за сборную Польши | Матчи Егора за сборную Польши | Матчи Егора за сборную Польши |
| ----------------------------- | ------------------------------- | ----------------------------- | ----------------------------- | ----------------------------- | ----------------------------- | ----------------------------- | ----------------------------- |
| №                             | Место                           | Дата                          | Оппонент                      | Счёт                          | время игры                    | Прим.                         | Соревнование                  |
| 1                             | Сан-Хосе, Коста-Рика            | 7 февраля 1989                | Коста-Рика                    | 4:2                           | 1—90                          | -                             | Товарищеский матч             |
| 2                             | Гватемала, Гватемала            | 12 февраля 1989               | Гватемала                     | 1:0                           | 80—90                         | -                             | Товарищеский матч             |
| 3                             | Бухарест, Румыния               | 26 сентября 1990              | Румыния                       | 1:2                           | 75—90                         | -                             | Товарищеский матч             |
| 4                             | Белфаст, Северная Ирландия      | 5 февраля 1991                | Северная Ирландия             | 1:3                           | 1—45                          | -                             | Товарищеский матч             |
| 5                             | Оломоуц, Чехословакия           | 27 марта 1991                 | Чехословакия                  | 0:4                           | 64—90                         | -                             | Товарищеский матч             |
| 6                             | Сольна, Швеция                  | 7 мая 1992                    | Швеция                        | 0:5                           | 1—90                          | -                             | Товарищеский матч             |
| 7                             | Ястшембе-Здруй, Чехословакия    | 27 мая 1992                   | Чехословакия                  | 1:0                           | 62—90                         | -                             | Товарищеский матч             |
| 8                             | Илава, Польша                   | 18 ноября 1992                | Латвия                        | 1:0                           | 1—90                          | -                             | Товарищеский матч             |
| 9                             | Буэнос-Айрес, Аргентина         | 26 ноября 1992                | Аргентина                     | 0:2                           | 1—90                          | -                             | Товарищеский матч             |
| 10                            | Монтевидео, Уругвай             | 29 ноября 1992                | Уругвай                       | 1:0                           | 60—90                         | -                             | Товарищеский матч             |
| 11                            | Никосия, Кипр                   | 1 февраля 1993                | Кипр                          | 0:0                           | 74—90                         | -                             | Товарищеский матч             |
| 12                            | Санта-Крус-де-Тенерифе, Испания | 9 февраля 1994                | Испания                       | 1:1                           | 1—90                          | -                             | Товарищеский матч             |
| 13                            | Салоники, Греция                | 23 марта 1994                 | Греция                        | 0:0                           | 1—90                          | -                             | Товарищеский матч             |
| 14                            | Канны, Франция                  | 13 апреля 1994                | Саудовская Аравия             | 1:0                           | 1—45                          | -                             | Товарищеский матч             |
| 15                            | Краков, Польша                  | 05 апреля 1994                | Венгрия                       | 3:2                           | 1—90                          | -                             | Товарищеский матч             |
| 16                            | Катовице, Польша                | 17 мая 1994                   | Финляндия                     | 3:4                           | 1—90                          | -                             | Товарищеский матч             |
| 17                            | Айя-Напа, Кипр                  | 14 февраля 1997               | Литва                         | 0:0                           | 1—90                          | ,                             | Товарищеский матч             |
| 18                            | Айя-Напа, Кипр                  | 15 февраля 1997               | Кипр                          | 3:2                           | 1—90                          | ,                             | Товарищеский матч             |
| 19                            | Деринья, Кипр                   | 17 февраля 1997               | Латвия                        | 3:2                           | 1—90                          | ,                             | Товарищеский матч             |
| 20                            | Гояния, Бразилия                | 26 февраля 1997               | Бразилия                      | 2:4                           | 1—90                          |                               | Товарищеский матч             |